# Handelsnaamrecht
Iedere onderneming die aan het handelsverkeer deelneemt, presenteert zich onder een bepaalde naam, een handelsnaam. Om misleiding of verwarring bij het publiek door het gebruik van overeenstemmende handelsnamen te voorkomen, kent men in Nederland de Handelsnaamwet (afkorting: Hnw).
Onder handelsnaam verstaat de Hnw 'de naam waaronder een onderneming wordt gedreven' (artikel 1 Hnw). Het handelsnaamrecht komt tot stand door het feitelijke gebruik ervan, wat bijvoorbeeld blijkt uit het gebruik van de handelsnaam op briefpapier, reclamemateriaal, gebouwen, auto's of een website. Een handelsnaam hoeft dus niet ingeschreven te zijn om bescherming te hebben in het handelsnaamrecht. Dit in tegenstelling tot het merkenrecht, waar inschrijving in de meeste landen wel vereist is.
Het handelsnaamrecht, geregeld in de Handelsnaamwet moet niet worden verward met de Handelsregisterwet, op grond waarvan de onderneming in het handelsregister van de Kamer van Koophandel moet worden ingeschreven. Het inschrijven van een handelsnaam bij de Kamer van Koophandel staat los van het handelsnaamrecht en een inschrijving bij de KVK verleend dus geen handelsnaamrechten. De naam moet in de praktijk worden gebruik om handelsnaamrechten te verwerven.
De Handelsnaamwet stelt wel enkele voorwaarden aan de handelsnaam. Het is bijvoorbeeld verboden om een handelsnaam te voeren die misleidend is met betrekking tot het eigendom van de onderneming of de rechtsvorm van de onderneming (artikel 3 & 4 Hnw). Een eenmanszaak mag dus niet als handelsnaam de naam Naam B.V. gebruiken. Ook mag de handelsnaam niet in strijd zijn met een oudere handelsnaam of een merkenrecht van een ander (artikel 5 & 6 Hnw). Tevens is in de jurisprudentie bepaald dat een zuiver beschrijvende naam geen geldige handelsnaam is.
Ten slotte is het nog van belang om op te merken dat het recht op een handelsnaam beperkt is tot de regio waarin de handelsnaam wordt gebruikt. Het is dan ook zeer goed mogelijk dat bijvoorbeeld in Friesland en Limburg twee verschillende ondernemingen dezelfde handelsnaam gebruiken.